# Chlorolestes conspicuus
Chlorolestes conspicuus – gatunek ważki z rodziny Synlestidae. Jest endemitem RPA.
Imago lata od końca listopada do drugiej połowy maja. Długość ciała 64 mm. Długość tylnego skrzydła 33–33,5 mm.